# Alessandro Nicosia
Alessandro Nicosia (Catania, 27 marzo 1953) è un imprenditore italiano da oltre 30 anni organizzatore di mostre ed eventi culturali nazionali e internazionali.

## Biografia
Nasce a Catania il 27 marzo 1953.
Si trasferisce con la famiglia a Roma nel 1964, dove consegue la Maturità classica al Liceo Mameli e la Laurea in Giurisprudenza presso l’Università degli Studi di Roma “La Sapienza”.
Siciliano d’origine ma romano d’adozione, è sposato e ha due figlie.
Attivo fin dagli anni universitari nel panorama artistico e istituzionale di Roma, è proprio nella Capitale che nasce e si sviluppa il suo percorso manageriale alla guida di diverse società, alcune delle quali da lui fondate e tutte accomunate dalla medesima missione, ovvero la divulgazione e la fruizione al grande pubblico di grandi eventi culturali.
Per il suo impegno nella sua attività imprenditoriale, nel 2003 è stato insignito dal Presidente della Repubblica Carlo Azeglio Ciampi dell'onorificenza di Commendatore al merito della Repubblica Italiana.
Su incarico del Ministero degli affari esteri e del Ministero per i beni e le attività culturali, ha diretto il Museo nazionale dell'emigrazione italiana dal 2009 al 2016.

## Principali attività
Tra le mostre curate ed organizzate da Alessandro Nicosia dedicate all'arte europea dell'Ottocento e del Novecento vanno ricordate esposizioni come Michelangelo e la Sistina, organizzata al Braccio di Carlo Magno in Vaticano e definita da papa Giovanni Paolo II una manifestazione «di così alto profilo artistico e culturale», e Il mondo di Snoopy del 1992, in occasione della quale Nicosia organizza un incontro tra il creatore dei Peanuts, Charles M. Schulz, e Federico Fellini. Il legame con il regista e con tutta la famiglia Fellini porta all'organizzazione di una serie di eventi organizzati in esclusiva in Italia e all'estero, tra cui al Guggenheim Museum di New York.
Molteplici sono anche le mostre dedicate a noti personaggi italiani (come, per esempio, Luciano Pavarotti, Sophia Loren e Alberto Sordi), alle vittime della Shoah (2008-2013) e ai 150 anni dell'Unità d'Italia (2011).
Tra le attività organizzate da Alessandro Nicosia all'estero si ricordano quelle svolte al Pergamonmuseum di Berlino (Pinakes), ad Hannover (Expo 2000), al Guggenheim Museum di New York (Fellini!), all'Ambasciata d'Italia a Washington (Regioni e Testimonianze e Garibaldi e l'America) e alla New York Public Library (Oriana Fallaci. Intervista con la storia).